# Johann Westphal

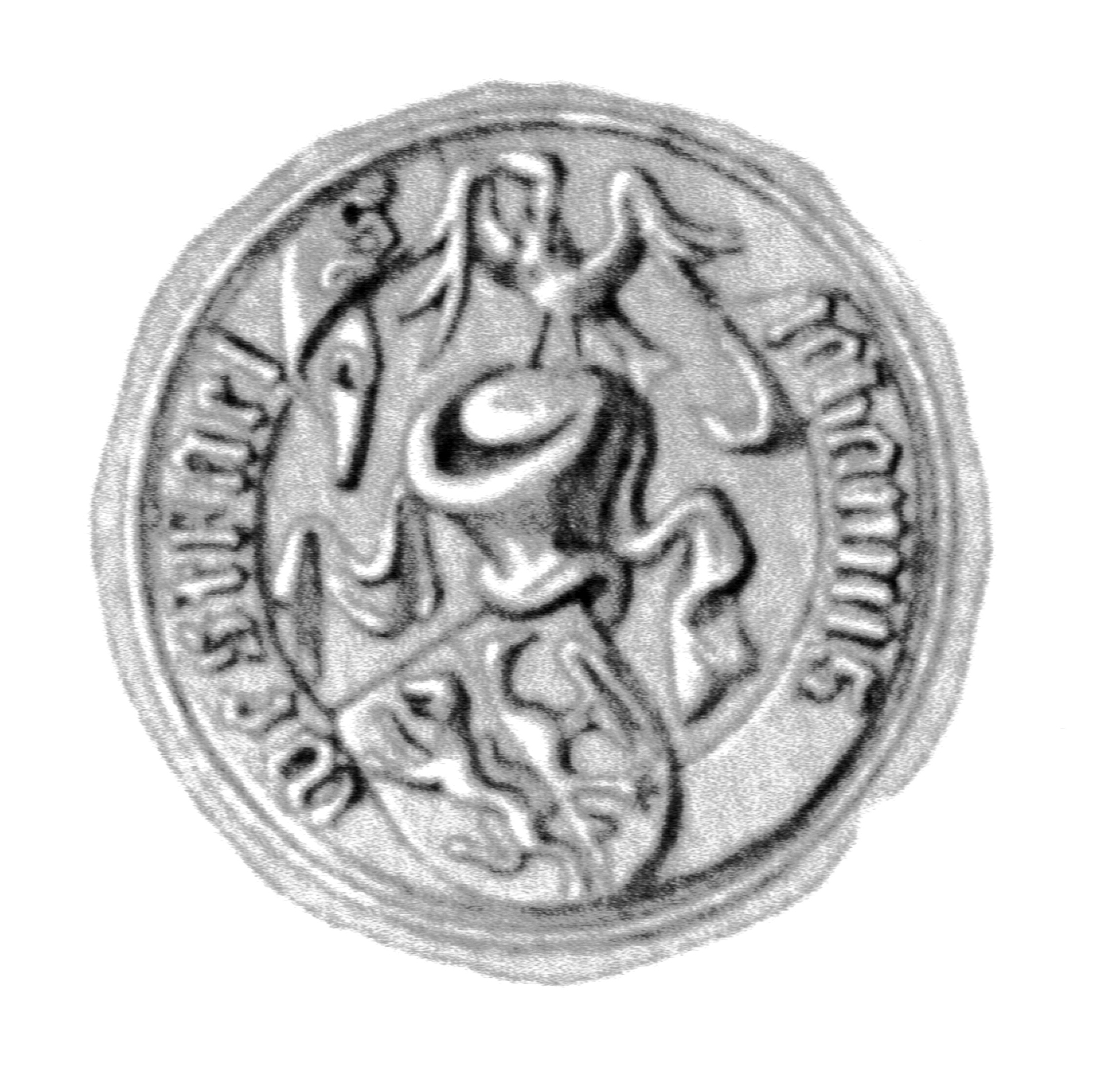
Lacre de Johann Westphal

Johann Westphal (Lübeck, ca. 1397 — 11 de junho de 1474) foi prefeito de Lübeck, de 1461 a 1474.